# Friedrich Kofler (Politiker)
Friedrich Kofler (* 1949) ist ein österreichischer Politiker und Unternehmer.

## Leben
Friedrich Kofler begann seine Arbeit als Funktionär der Grünen (u. a. Mitglied des Vorstandes der Wiener Grünen Bildungswerkstatt, ehemaliger Bundesfinanzreferent, Mitglied des Bundesvorstandes) und Interessensvertreter in der österreichischen Wirtschaftskammer.
Von 2005 bis 2010 war er als Obmann der Fachgruppe Unternehmensberatung und Informationstechnologie (UBIT) in der Wirtschaftskammer Wien, sowie als Mitglied des Fachverbandsausschusses Unternehmensberatung und Informationstechnologie und als Mitglied des Wirtschaftsparlamentes in der Wirtschaftskammer Österreich tätig.
Bei der Wirtschaftskammerwahl 2010 löste er sich von der Fraktion der Grünen Wirtschaft und trat mit einer eigenen Namensliste an. Diese konnte ein Mandat erreichen, Kofler trat es allerdings nicht an, sodass die Listenzweite Silvia Payer nachrücken konnte.
Innerhalb seiner Tätigkeit als Interessensvertreter der Informatikwirtschaft galt seine besondere Aufmerksamkeit der Anerkennung und Förderung der Open-Source-Bewegung, einer KMU-freundlichen Regelung computerimplentierter Erfindungen (Softwarepatente) sowie der Wegbereitung für die Akzeptanz der Väterkarenz.
Kofler ist als Informatikunternehmer tätig und war als allgemein beeideter und gerichtlich zertifizierter Sachverständiger für Informationstechnik und -verarbeitung in die Sachverständigenliste des Bundesministeriums für Justiz eingetragen.